# Demetrius von der Osten-Sacken
Demetrius von der Osten-Sacken, född 24 april 1789 nära Jekaterinoslav, död 4 mars 1881 i Sankt Petersburg, var en rysk greve och general. Han var far till Nikolaj von der Osten-Sacken.
Osten-Sacken deltog i krigen mot Napoleon I 1812–15 samt utmärkte sig 1827 som Ivan Paskevitjs stabschef i persiska fälttåget, 1828–29 i rysk-turkiska kriget och 1831 i Polen. Under Krimkriget stod han 1853 i spetsen för en armékår vid ockupationen av Donaufurstendömena, han försvarade Odessa mot bombardemang av en brittisk-fransk flottavdelning den 22 april 1854, och 1855 mottog han befälet under Michail Gortjakov i Sevastopol. Samma år belönad med grevlig värdighet, blev han också medlem av riksrådet och kejserlig generaladjutant.